# Cyaneolytta resplendens
Cyaneolytta resplendens es una especie de coleóptero de la familia Meloidae.

## Distribución geográfica
Habita en Senegal y Somalia.